# Richard Møller Nielsen
Richard Møller Nielsen (Ølgod, 19 agosto 1937 – Odense, 13 febbraio 2014) è stato un allenatore di calcio e calciatore danese, di ruolo difensore.
È morto nel 2014 all'età di 76 anni a seguito di un tumore.

## Carriera

### Giocatore
Militò nella squadra dell'Odense, ma fu costretto a smettere prematuramente a causa di un grave infortunio.

### Allenatore
Dopo aver allenato la Nazionale Under-21 e quella di calcio a 5 (che disputò la fase finale del FIFA Futsal World Championship 1989), raggiunse poi il top della carriera negli anni novanta, guidando la Danimarca dal 1990 al 1996.
Nel 1992 la Nazionale scandinava vinse uno storico Campionato europeo, dopo essere stata ammessa alla fase finale all'ultimo momento, a causa della squalifica della Jugoslavia, dovuta a motivi bellici.
Dopo un avvio lento, i danesi eliminarono Inghilterra e Francia nella fase a gironi, Paesi Bassi in semifinale (dopo i rigori) e, in finale, la Germania (2-0, reti di Jensen e Vilfort).
Dopo la mancata qualificazione ad USA '94, Nielsen guidò la Nazionale anche alla vittoria alla Confederations Cup 1995 e a Euro '96.
Abbandonata la panchina danese, allenò la Finlandia (1996-1999) e Israele (2000-2002).

## Palmarès

### Allenatore

#### Club
- Campionato danese: 2

Odense: 1977, 1982
- Coppa di Danimarca: 1

Odense: 1982-1983

#### Nazionale
- Campionato d'Europa: 1

Danimarca: 1992
- Confederations Cup: 1

Danimarca: 1995